# Малая Октябрьская железная дорога им. XXX-летия ВЛКСМ

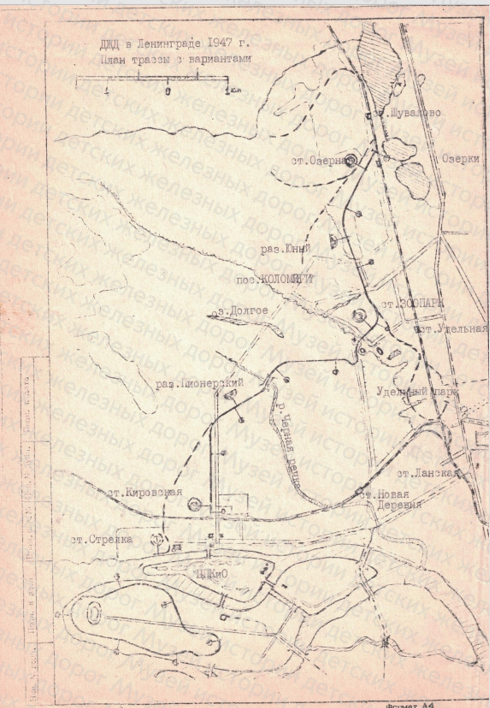
План северной трассы МОЖД, 1947 год.

Ма́лая Октя́брьская де́тская желе́зная доро́га им. XXX-ле́тия ВЛКСМ (МОЖД, МОДЖД, Мал.Окт. ж/д) — детская железная дорога в Санкт-Петербурге

## Общая информация о малой магистрали
Первый этап — Северная трасса, открыта 27 августа 1948 года. Второй этап — Южная трасса, открыта 12 июля 2011 года.
За 76 лет малая магистраль неоднократно меняла трассировку и протяжённость. Малая Октябрьская является единственной дорогой, где используется сразу два типа блокировки - ПАБ и АБ (планировалось внедрение ЭЖС и АЛСН на южной трассе).
Магистраль является одной из немногих детских железных дорог, на которой полностью отсутствуют автомобильные переезды.
Малая Царскосельская является второй по протяжённости в России после Свободненской ДЖД, суммарная протяжённость обеих трасс является наибольшей и рекордной в России — почти 13 км (с учётом путевого развития).
Учебные классы трижды меняли своё местоположение — в самом конце 1960-х годов (управление МОЖД переехало из старого здания, рядом с несуществующей станцией Кировская, в освободившуюся, более или менее просторную квартиру в знаменитом Перцовом доме на Лиговском проспекте, 42/44, и примерно тогда же юным машинистам после окончания практики и сдачи квалификационного экзамена стали выдавать «Удостоверение на право управления тепловозом», ничем не отличающееся от «взрослого»), затем осенью 2004 года (на Тамбовскую улицу, в Дом культуры железнодорожников) и, наконец, в 2015 (на Библиотечный переулок, дом 4, в здание Корпоративного университета ОАО «РЖД»).
Период обучения на детской железной дороге— 7 лет, с 5 по 11 класс. Программа имеет «стандартный» спектр изучаемых профессий — проводник пассажирского вагона, дежурный стрелочного поста, диктор станции; начальник поезда, составитель поездов, осмотрщик вагонов, монтёр пути; дежурный по станции, поездной диспетчер; помощник машиниста тепловоза/паровоза; машинист тепловоза/паровоза, электромеханик и экскурсовод в музее истории детских железных дорог. Профессии изучаются в течение первых пяти лет. После чего реализуется двухлетняя программа специализированной подготовки по программам менеджмента, логистики и др..
Неоднократно предпринимались попытки закрытия дороги: в 1965 году (после катастрофы с человеческими жертвами); в 2007 году (ради застройки элитным жильём); в 2014 году (после утверждения Правительством Санкт-Петербурга проекта застройки территории, предусматривающего полную ликвидацию Северной трассы). Дорога сохранилась, но ныне юридически по всему её северному участку проходит Озерковский проспект.
Малая магистраль имеет в эксплуатации 7 тяговых единиц — тепловозы ТУ2-191, ТУ2-167, ТУ7А-2866, ТУ10-001, ТУ10-025, ТУ10-030 и паровоз Кп4-447.
До 2023 года работала только в летние месяцы. С 2023 года дополнительно работает в сентябре по выходным дням. В период с октября по апрель подвижной состав и инфраструктура находятся в законсервированном состоянии.
17 апреля 2020 года Малая Октябрьская стала лауреатом конкурса «Лучшая организация дополнительного образования детей — 2020».
Летом 2020 года из-за пандемии коронавируса (COVID-19) поездной сезон, впервые в истории детской железной дороги, не состоялся.

## Северная трасса

### Период до открытия малой магистрали (1939—1947)
Идея строительства ДЖД в Ленинграде возникла в 1939 году, однако реализовать проект удалось после окончания Великой Отечественной войны. С инициативой выступил Адольф Петрович Синявский, руководитель железнодорожной лаборатории Ленинградского Дворца пионеров, в будущем первый заместитель начальника Малой Октябрьской.
В январе 1947 года было принято решение о строительстве детской дороги. Согласно итоговому варианту проекта трасса должна была проходить недалеко от ЦПКиО имени С. М. Кирова до посёлка Коломяги, затем по дореволюционной линии Приморской железной дороги до посёлка Озерки.
В начале 1947 года открылся набор на Курсы юных железнодорожников. Всего на 18 профессий решили принять 700 слушателей. Выбирали только тех, кто имел направление школьной пионерской дружины или комсомольской организации.
Детей распределили по специальностям. Занятия проходили во Дворце пионеров, Дорожном доме техники и Техникуме железнодорожного транспорта имени Ф. Э. Дзержинского. Для обучения «южиков» (так называют юных железнодорожников) использовали большой электрифицированный макет. На нем школьникам демонстрировали работу различных служб.
Слушатели курсов вели конспекты, делали чертежи и зарисовки, смотрели кинофильмы. Ребята переживали, продлят ли занятия на время весенних каникул. Они не хотели, чтобы время пропадало зря.
Андрей Филиппов, в будущем первый машинист МОЖД, вспоминал, что на его специальность курсы не готовили.
Летом 1947 года юные железнодорожники смогли применить свои знания на практике — для них организовали пионерский лагерь. 15 июня первая смена села в пригородный поезд, и ребята отправились с Варшавского вокзала Ленинграда в Гатчину.
Местом дислокации стала железнодорожная школа № 13 недалеко от станции Гатчина-Товарная-Балтийская. В кирпичном двухэтажном здании располагались учебно-технический кабинет, медпункт с изолятором, пионерская комната, столовая, спальни мальчиков и девочек. Рядом — Приоратский парк и Филькино озеро для прогулок и отдыха.
Пионерский отряд составлялся из двух учебных групп. Мальчики жили и учились отдельно от девочек.
В первую смену отобрали 211 человек, во вторую — 237. Приоритет давали тем, кто уже летом мог завершить полное обучение на курсах.
(Текст был написан Екатериной Кузнецовой для музея истории детских железных дорог и газеты "Гатчинская правда")

### Открытие и первый период работы (1948—1964)
28 июля 1948 состоялся первый пробный рейс от Кировской до Озёрной с участием юных железнодорожников и инструкторов. Однако для пассажирских перевозок дорога была открыта лишь 27 августа 1948 года. Первоначально включала 8,1 км пути и три станции: Кировская, Зоопарк и Озёрная. Оба перегона (Кировская — Зоопарк, длиной около 4,7 км и Зоопарк — Озёрная, длиной около 2,8 км) были оборудованы электрожезловой системой с семафорами в качестве сигнальных устройств. Первоначальный подвижной состав представлял собой: паровоз В.32, два паровоза ПТ4 (№ 088 и 089), получившие на МОЖД обозначения ПТ-01 и ПТ-02; 9 трофейных эстонских пассажирских вагонов, 5 грузовых платформ и 2 багажных вагона.
В начале сезона 1949 года дорога получила в своё распоряжение ещё один паровоз — ВП1-170 и несколько вагонов.
В 1958 году юные железнодорожники получили в своё распоряжение свой первый тепловоз — ТУ2-167.
В 1960 году дорога получила десять пассажирских вагонов PAFAWAG 3Aw польского производства, которые были объединены в два состава по пять вагонов — «Пионер» и «Сказка». В обращении одновременно были оба поезда. Их скрещение происходило на станции Зоопарк.

### Катастрофа и последующие изменения (1964—1999)
31 августа 1964 года в 12 часов 30 минут в результате халатного отношения причастных лиц к безопасности движения на охраняемом переезде станции Зоопарк на скорости около 40 км/ч произошло столкновение съёмной дрезины ТД-5, следовавшей на станцию Кировская, с пересекавшим переезд грузовым автомобилем. За управлением дрезиной находился общественный инструктор Андреев В. В., не имевший отношения к железнодорожному транспорту, и пятеро юных железнодорожников — информация об их состоянии не обнародовалась, однако есть основания полагать, что все они погибли.
После этих событий произошли серьёзные кадровые изменения и пересмотр порядка работы детской железной дороги. Одновременно с этим был закрыт перегон Кировская — Зоопарк, на оставшемся перегоне Зоопарк — Озёрная была сооружена станция Юный, а электрожезловая система и семафоры были заменены на полуавтоматическую блокировку и светофоры. Все станции были оборудованы ключевой зависимостью стрелок и сигналов с замками системы Мелентьева.

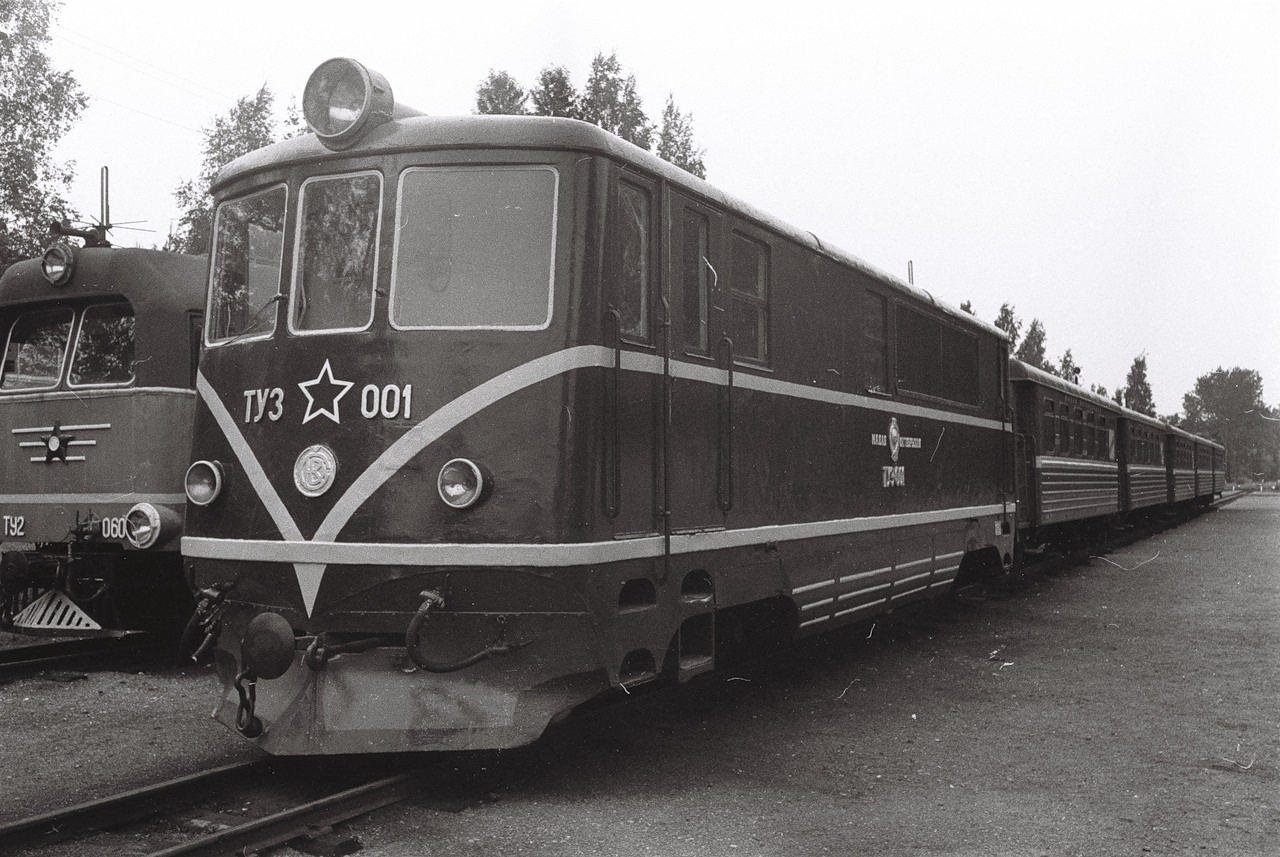
Тепловоз ТУ3-001 на станция Озёрная в 1988 г.

Реконструированная дорога получила из Паневежиса тепловозы серии Т47, обозначенные в СССР как ТУ3. На дороге эксплуатировались два тепловоза серии ТУ3—ТУ3-001 и ТУ3-002. Оставшийся ТУ2-167 использовался как подменный.
В 1969 году станция Зоопарк была переименована в Пионерскую из-за того, что Ленинградский зоопарк не был перенесён в планируемое место и название стало просто бессмысленным.
На дороге осталось три переезда со шлагбаумами и постами дежурных. Два находились вплотную к разъезду Юный (с обеих сторон): «косой» (пересечение с автодорогой под углом 45°) — в створе Новосельковской улицы и прямой — в створе Главной улицы. Третий, посредине перегона Пионерская — Юный на Поклонногорской улице, просуществовал очень недолго и был закрыт.
В 1982 году в дополнение к трём работавшим ранее тепловозам получила ещё два — ТУ2-060 и ТУ2-191. Теперь основными тепловозами стали ТУ2. Тепловозы  серии ТУ3 были признаны тяжёлыми в эксплуатации и впоследствии отставлены: в 1985 году — ТУ3-002, а в 1989 году — ТУ3-001. В мае 1990 года ТУ3-002 был выкуплен узкоколейным железнодорожным музеем в Лавассааре по цене металлолома и вывезен в Эстонию. В мае 1996 года ТУ3-001 был перевезён на ширококолейную базу запаса в Зеленогорске, где и находился до конца 2004 года в качестве потенциального музейного экспоната. Зимой 2005 года началось восстановление тепловоза силами локомотивного депо ТЧ-7 (Санкт-Петербург-Московский-Сортировочный). Корпус тепловоза находится в музее на станции Царскосельская южного участка МОЖД.
В 1987 году пассажирские вагоны PAFAWAG были списаны. Начиная с сезона 1988 года дорога пользовалась одиннадцатью вагонами ПВ40.
В начале 1990-х развернулось строительство жилого массива в Коломягах и МОЖД снова была укорочена: закрыт перегон Пионерская — разъезд Юный. С 1991 года полная эксплуатационная длина малой магистрали составляла всего 2 км 100 метров вместо прежних 3 км. К этому времени на детской железной дороге имелось два состава из вагонов ПВ40 — «Юбилейный» и «Россия», позднее вагоны снова переименовали в «Пионер» и «Сказка», но из-за отсутствия промежуточного разъезда возможность обращения двух поездов исчезла и один из составов встал на прикол.
В 1992 году «косой» переезд около станции Юный, последний из действовавших, был закрыт.

### Трёхниточный путь (1999—2001) и период работы до момента открытия южной трассы (2001—2011)

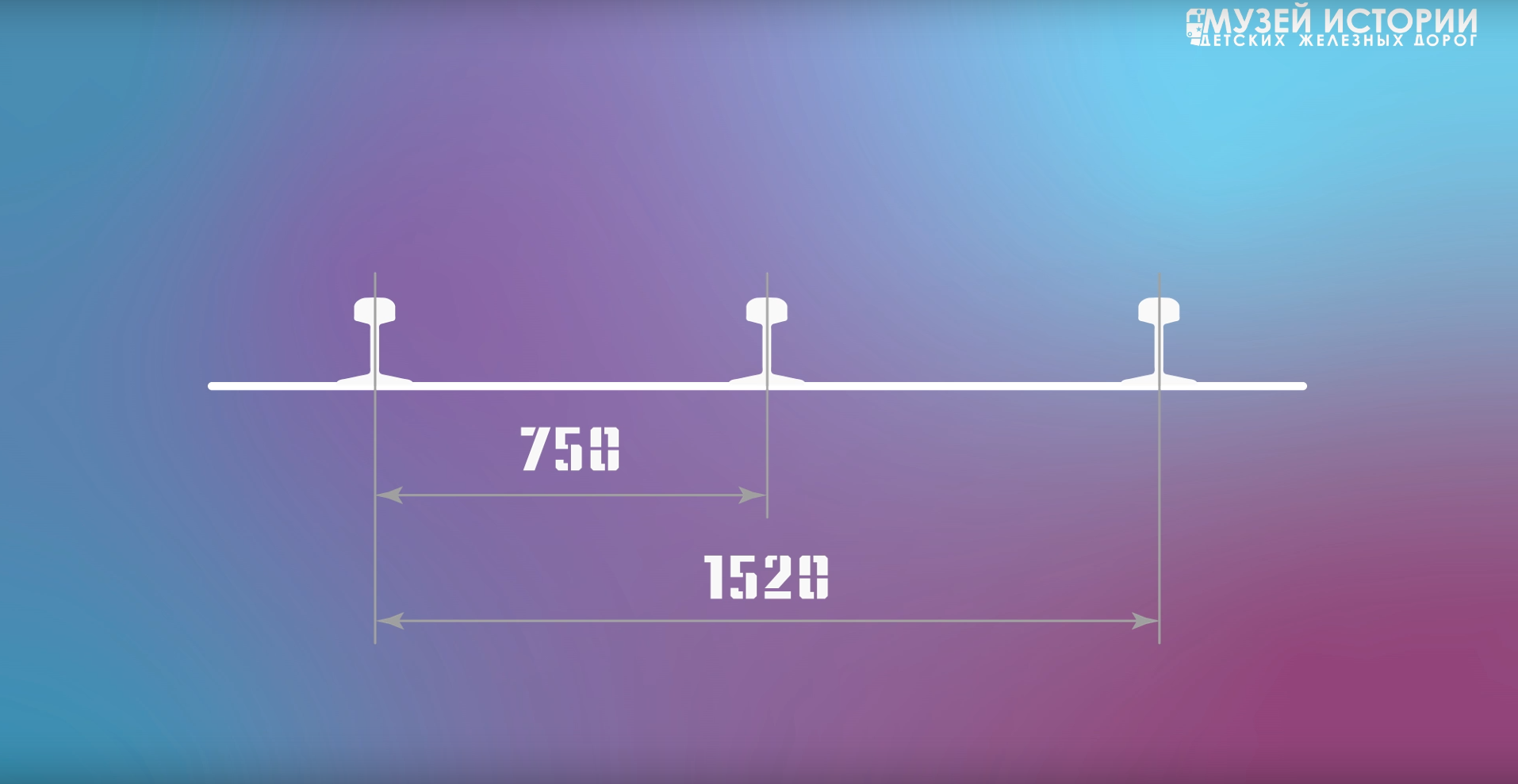
Совмещённая колея на МОДЖД 1520-750мм

28 августа 1999 года торжественно открылся новый участок длиной 4,2 км на север от станции Озёрная, включающий платформу Шувалово, станции Лесная и Береговая. На всём новом участке уложен трёхниточный путь совмещённой колеи 1520/750 мм по существующему подъездному пути от станции Шувалово Октябрьской магистрали. Для обеспечения безопасности движения по детской железной дороге, при строительстве нового участка МОЖД на путях колеи 1520 мм были установлены сбрасывающие стрелки в начале и конце трёхниточного пути (на Озёрной и Береговой) и несколько изменена СЦБ станции Шувалово Октябрьской дороги. Это позволило полностью изолировать трёхниточный участок от широкой колеи на то время, когда осуществляется движение по МОЖД.
В таком виде северная трасса просуществовала недолго: из-за трудностей в эксплуатации перешитого участка одновременно с «большой» железной дорогой за весь сезон 2000 года по участку Озёрная — Береговая было выполнено всего несколько рейсов. В 2001 году движение по этому участку было временно закрыто, а к середине 2002 года неиспользуемый средний рельс на перешитом участке был частично демонтирован, в связи с чем его дальнейшая эксплуатация стала невозможна.
На протяжении нескольких лет — как минимум, до 2011 года — на неэксплуатируемом участке сохранялась вся пассажирская инфраструктура (платформы, таблички с наименованием станций и пр.), также как и, местами, трёхниточный путь, а платформа детской железной дороги на путях станции Шувалово существует и до сих пор.

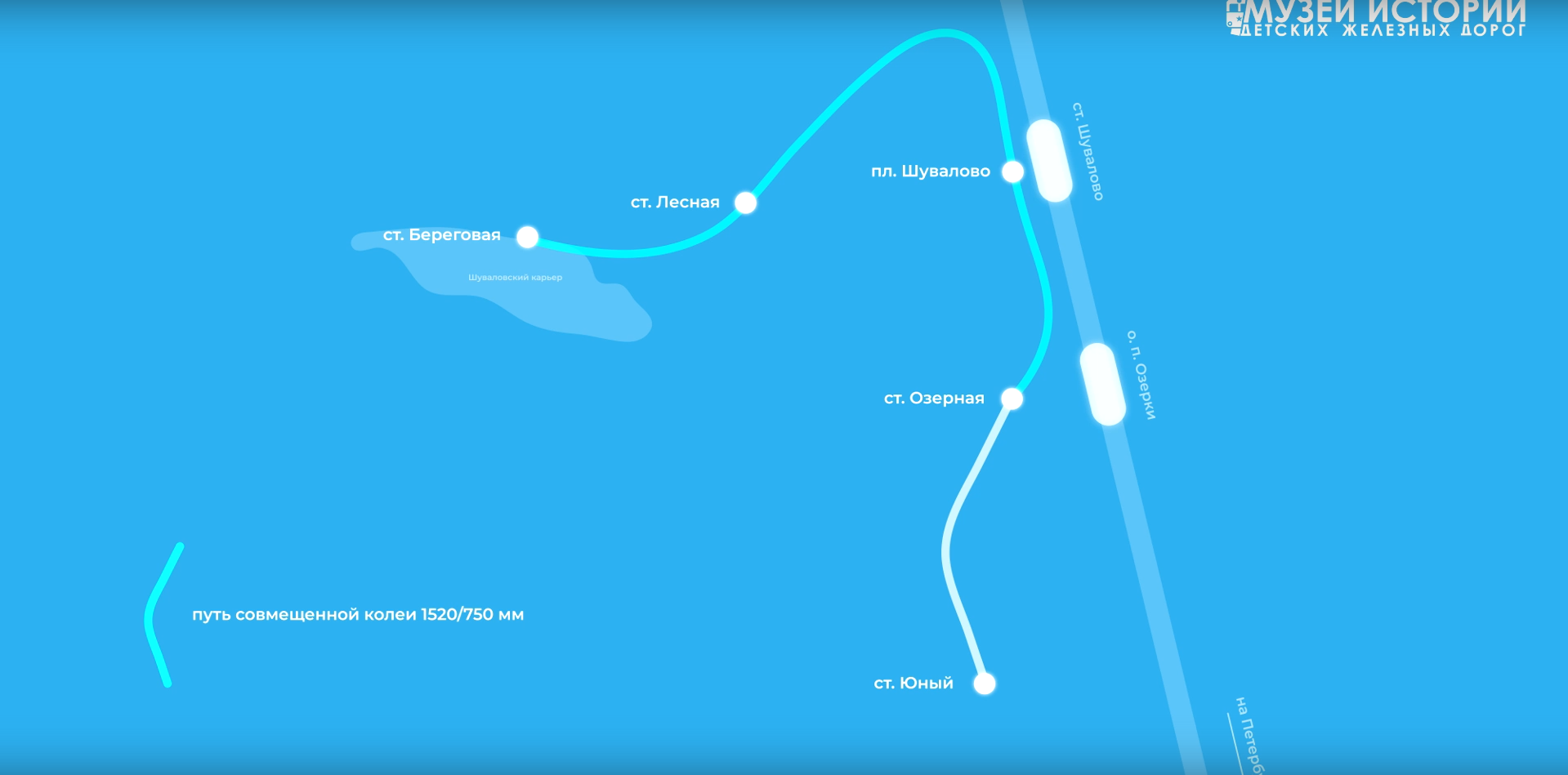
Схема северной трассы на момент 28 августа 1999 года

В 2001 году тепловоз ТУ2-191 был отправлен в плановый ремонт в Латвию.
В ночь на 30 мая 2002 года, накануне открытия летнего сезона, вандалы подожгли тепловоз ТУ2-060. Пожаром он был полностью выведен из строя, перевезён в депо Санкт-Петербург-Балтийский, а позднее, в 2015 году, списан.
В 2004 году из Латвии был возвращён так и не отремонтированный тепловоз ТУ2-191. Тепловоз было решено отремонтировать силами Службы специального самоходного подвижного состава и автомобильного транспорта «большой» железной дороги, работы были завершены к открытию сезона 2006 года. В начале октября 2006 года вандалы подожгли помещение станции Юный. Помещение было восстановлено.
В апреле 2007 года весь подвижной состав был увезён в Металлострой для ремонта.
После скандала с возможным закрытием детской железной дороги в 2007 году на открытии сезона 2008 года присутствовали глава РЖД Владимир Якунин и спикер Законодательного Собрания Санкт-Петербурга Вадим Тюльпанов.
В 2010 году тепловоз ТУ2-167 и состав «Сказка» были перевезены с северной трассы на южную. На северной трассе остался локомотив ТУ2-191 и состав «Пионер».

### Нынешнее состояние (с 2011)

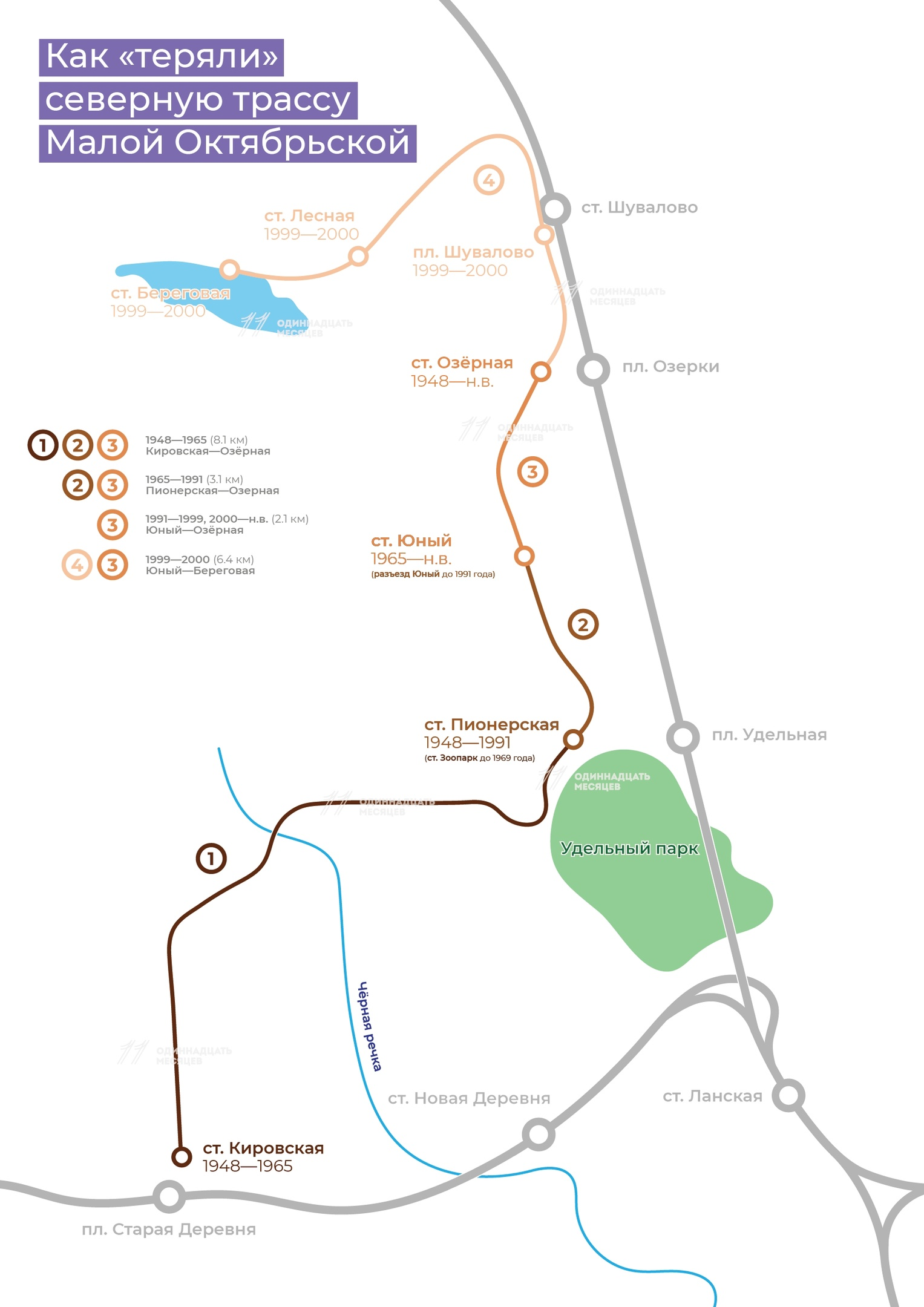
Схема северной трассы с 1948 по 2024 год

В 2015 году тепловозы ТУ2-167 и ТУ2-191 были сняты с учёта локомотивного депо ТЧЭ-12 «Санкт-Петербург-Финляндский» и переданы на баланс МОЖД. В том же году на северную трассу с ЯДЖД был передан тепловоз ТУ7А-2866 (позднее его передадут на южную трассу) в качестве вспомогательного локомотива на случай поломки ТУ2-191 и поставлен новый тепловоз ТУ10-030.
К сезону 2018 года был поставлен комплект новых вагонов ВП750-ДИТС, из которых был сформирован новый состав «Пионер». Старый состав из вагонов ПВ40 был отставлен от работы.
Перед сезоном 2019 года был произведён обмен локомотивами между трассами: на северную трассу отправился ТУ10-025, на южную — ТУ10-030.
В 2020 году летний поездной сезон не состоялся. Несколько раз за лето производилась уборка трассы, а позднее, в сентябре, на подвижной состав были надеты защитные чехлы. 4 ноября 2020 года начались работы по капитальному ремонту станции Юный — была полностью демонтирована платформа № 2, с платформы № 1 был снят верхний слой плитки. К декабрю работы были завершены: восстановлены обе платформы и установлены новые ограждения.
Из-за действовавших ограничений на массовое пребывание людей в общественных местах летом 2021 года движение поездов на обеих трассах Малой Октябрьской осуществлялось без пассажиров.
Летом 2021 года был разобран участок пути подъездного пути станции Шувалово, параллельный улице Академика Харитона (трёхниточный путь от бывшей станции Лесная до Береговой), до завода Климов. Из всего обилия предприятий подвоз по железной дороге ныне осуществляется только к южной промзоне.
1 сентября 2021 года начались работы по капитальному ремонту станции Озёрная — была полностью демонтирована главная платформа. Уже к началу зимы работы были завершены: восстановлено благоустройство прилегающей территории, платформа, установлены ограждения.
Осенью 2023 года был проведён капитальный ремонт платформы № 1 на станции Юный.
Весной 2024 года оба типовых павильона (на станциях Озёрная и Юный) были капитально отремонтированы, под навесом были организованы дополнительные помещения.
В конце 76 поездного сезона на северной трассе была уложена дорожка (из старых бетонных плит от платформы станции Юный) от станции Озёрная до Чистяковской улицы.

## Южная трасса

### Строительство и открытие (2007—2011)

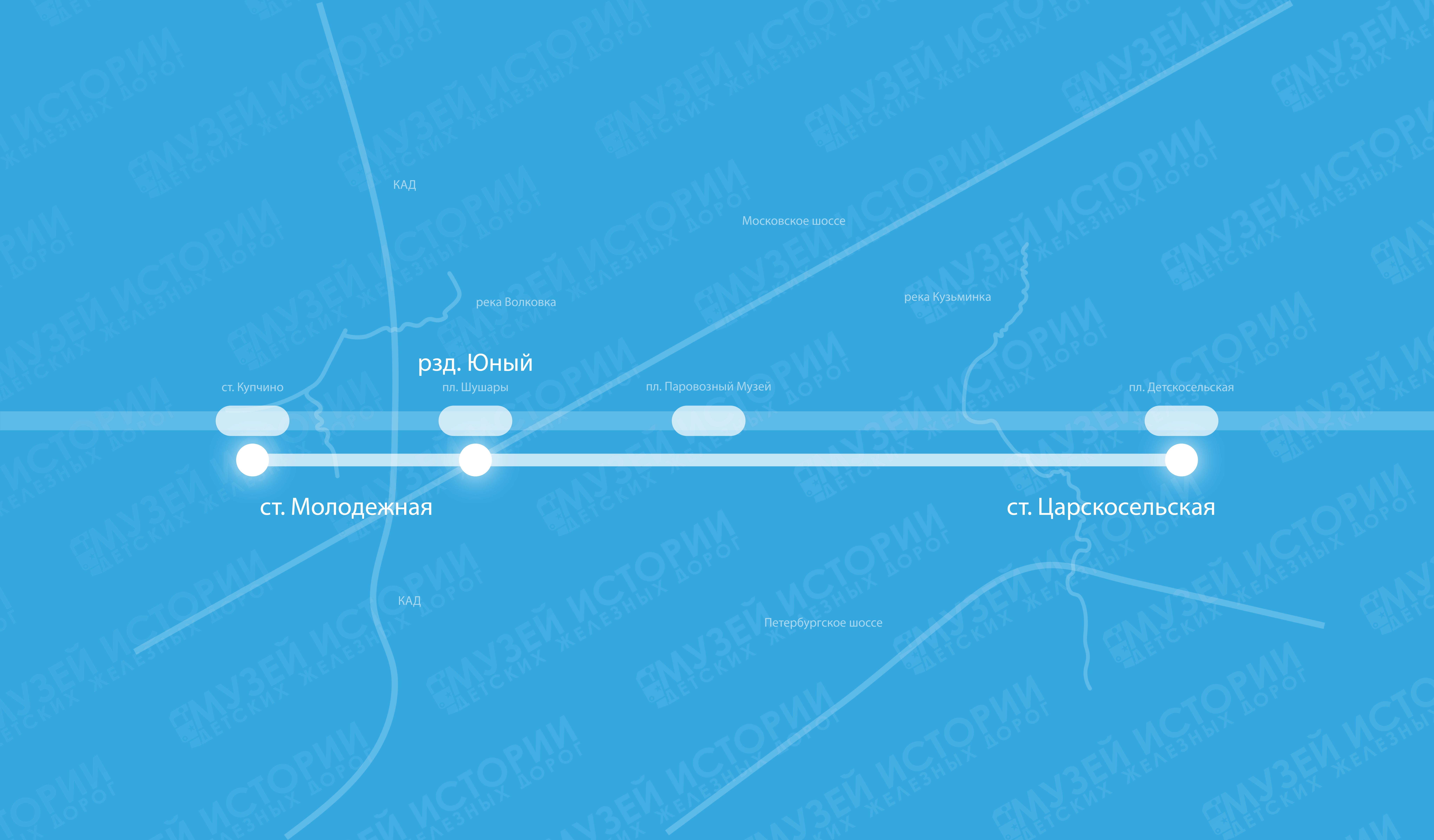
Схема южной трассы по состоянию на 2024 год.

В изначальном проекте было заявлено 5 станций, на перегонах между которыми планировалось установить разнообразные виды блокировок — ЭЖС, ПАБ, АБ и АЛСН. Однако, в 2007 году строительство началось по урезанному проекту — 3 станции и 2 вида блокировки. Место строительства было выбрано оптимальное — в полосе отвода «большой» железной дороги от Купчино (станция Молодёжная) до Пушкина (станция Царскосельская), частично по насыпи Императорской ветки Царскосельской железной дороги.
30 мая 2009 года губернатор Санкт-Петербурга В. И. Матвиенко и президент ОАО «Российские железные дороги» В. И. Якунин в торжественной обстановке забили костыль в первое звено рельсо-шпальной решётки, уложенной в районе станции Шушары.
Открытия новой дороги ожидали 24 июня 2010 года, однако анонсированное торжественное мероприятие было отменено. Позже представители ОЖД пояснили, что в этот день должно было состояться не открытие, а презентация. В полном объёме МЦЖД должна была начать работать в июне 2011 года.
Во время проведения технической конференции в апреле 2011 года МОЖД было официально заявлено, что новая Южная трасса будет торжественно открыта 16 июня 2011 года, а не 1-го, как было указано раньше. 30 апреля 2011 года был проведен торжественный субботник, приуроченный к Дню международной солидарности трудящихся (1 мая), а также ко Дню Победы (9 мая). В мае-июне велись подготовительные пусконаладочные работы на новой трассе. Из-за форума в «Ленэкспо» торжественное открытие южной трассы было перенесено на 12 июля.
Южная трасса Малой Октябрьской железной дороги была торжественно открыта 12 июля 2011 года.
2 июня 2012 года в присутствии главы ОАО «РЖД» В. И. Якунина и губернатора Санкт-Петербурга Г. С. Полтавченко южному участку МОЖД было присвоено имя Малая Царскосельская железная дорога.

### Характеристики и функционирование (с 2011)
Новая трасса детской железной дороги была укомплектована тепловозом ТУ10-001 — который стал первым локомотивом серии, специально сконструированной для детских железных дорог. Кроме него, подвижной состав включает тепловозы ТУ2-167, переданный с северной трассы, ТУ7А-2866, переданный с ЯДЖД и ТУ10-030 переданный с Ярославской детской железной дороги (ЯДЖД), и ТУ10-030, который был привезён с КМЗ в 2015 году. Также в состав входят шесть пассажирских вагонов ВП750, состав «Колибри» и один вагон «Сказка», а также четыре пассажирских вагона ВП750-ДИТС, также из состава «Сказка»..

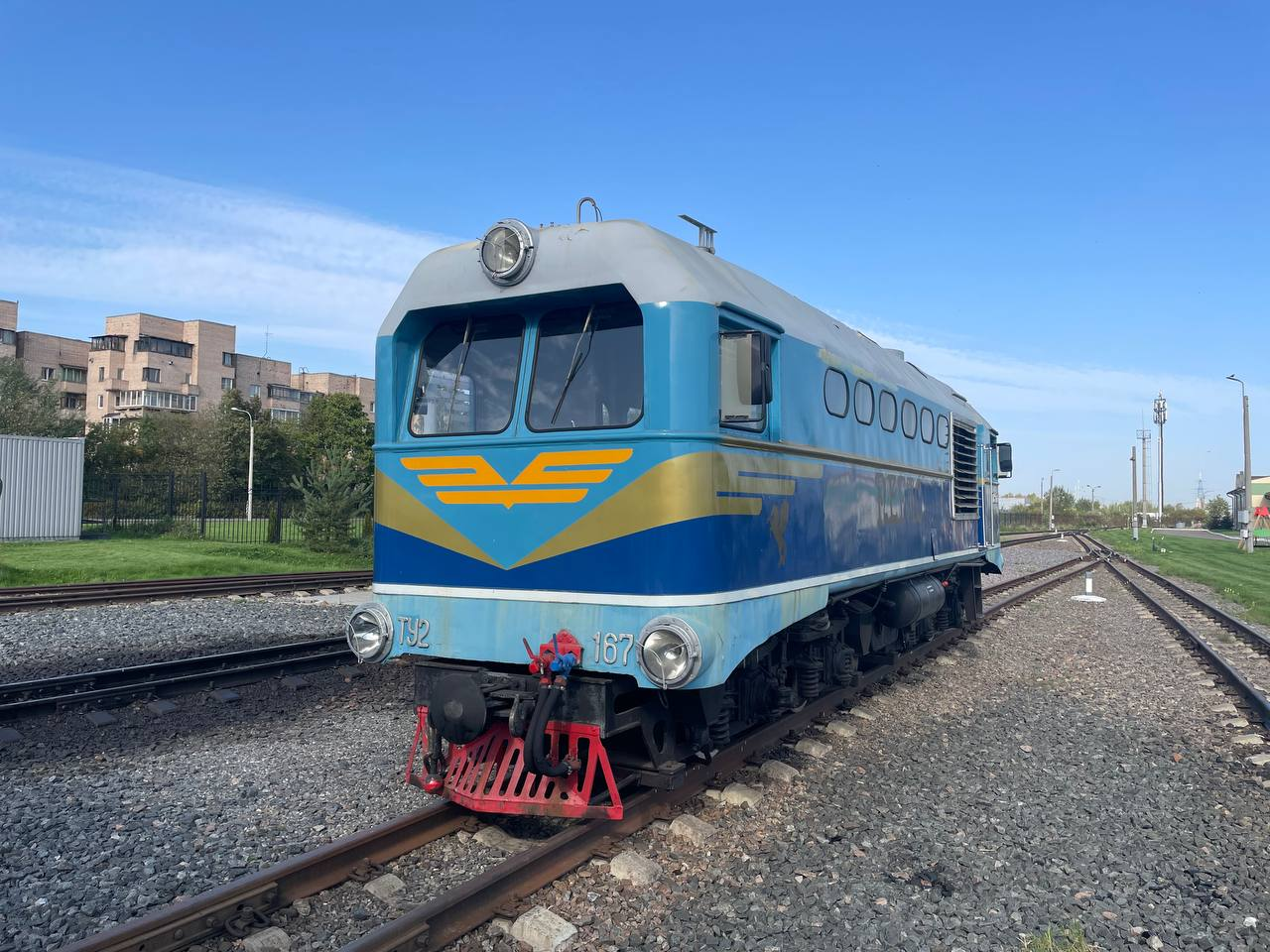
ТУ2-167 на станции Царскосельская

Дорога протянулась от станции Молодёжная, расположенной рядом со станцией метро Купчино, до станции Царскосельская в городе Пушкине. Она включает разъезд Юный, находящийся у станции Шушары, и пересекает реки Волковку и Кузьминку по мостам. Разъезд Юный был построен в 1838 году и стал первым разъездом в России.
1 июня 2014 года на детской железной дороге было восстановлено движение на паровой тяге после 49-летнего перерыва. В эксплуатацию на южную трассу был сдан паровоз Кп4-447. Позже, 24 мая 2015 года, на южную трассу из отстоя на старой площадке Музея железных дорог России была перевезена дрезина ПД1.
Торжественное открытие 69-го поездного сезона состоялось 1 июня 2017 года при участии президента ОАО «РЖД» Олега Белозёрова. 21 сентября 2018 года на обкатку поступил паровоз ГР-332, который уже 27 сентября отправился на Ярославскую детскую железную дорогу.
Перед сезоном 2019 года был произведён обмен локомотивами между трассами: на северную трассу отправился ТУ10-025, а на южную — ТУ10-030. 21 февраля 2020 года на дорогу вернулся косметически отреставрированный тепловоз ТУ2-060, который сгорел на северной трассе в 2002 году; он находится в нерабочем состоянии в депо на станции Царскосельская.
Осенью-зимой 2020 года был проведён капитальный ремонт обеих трасс Малой Октябрьской детской железной дороги, в ходе которого были обновлены фасады вокзалов и депо на южной трассе. В начале мая 2022 года на Южную трассу вернулся тепловоз ТУ2-167, а 5 июня 2022 года он впервые вышел на линию с пассажирами.

## Перспективы
В начале 2019 года заявлялось, что детская дорога, как то и было запланировано изначально, будет продлена до проектируемого Парка сказок на окраине Пушкина, но позднее этот проект был раскритикован местными властями и отложен на неопределённый срок.

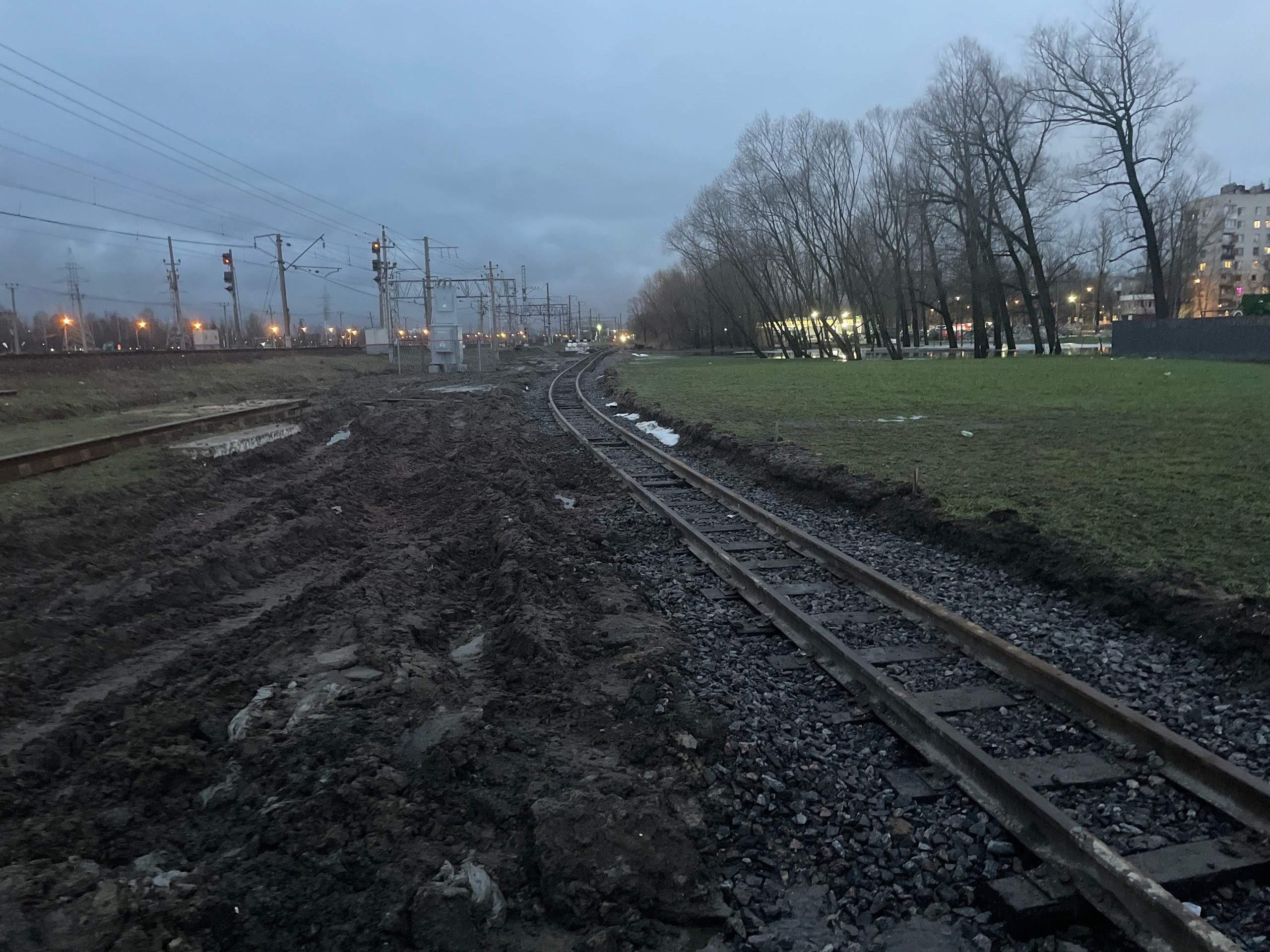
Строительство пути на южной трассе. Январь 2025 года.

В конце весны 2023 года выпускники малой магистрали предложили начальнику детской дороги добавить дополнительную остановку на северной трассе в Озерках, чтобы продлить время поездки. Платформа могла быть размещена в кривой на перегоне. Выпускники предложили два названия: Новоколомяжский проспект и Андрея Филиппова. Однако из-за ухода начальника детской железной дороги с занимаемой должности эта идея так и не была реализована, и работы по строительству также не начались.
Летом 2024 года в статье ТАСС о "Парке по мотивам сказок Пушкина" о детской железной дороге уже не упоминается.
В конце августа 2024 года на станцию Царскосельская прибыли шпалы, предназначенные для строительства подъездного пути к тупику станции Царское село Октябрьской железной дороги. Новый путь будет использоваться для загрузки и выгрузки подвижного состава детской железной дороги.
В декабре 2024 года началось строительство подъездного пути от станции Царскосельская к тупику станции Царское село. Ответственным за строительство назначен заместитель начальника А. М. Рушанский. На данный момент (январь 2025 года) работы выполнены на 65-70%. Окончание строительства намечено на 20 марта 2025 года.

## Музей истории детских железных дорог[19]

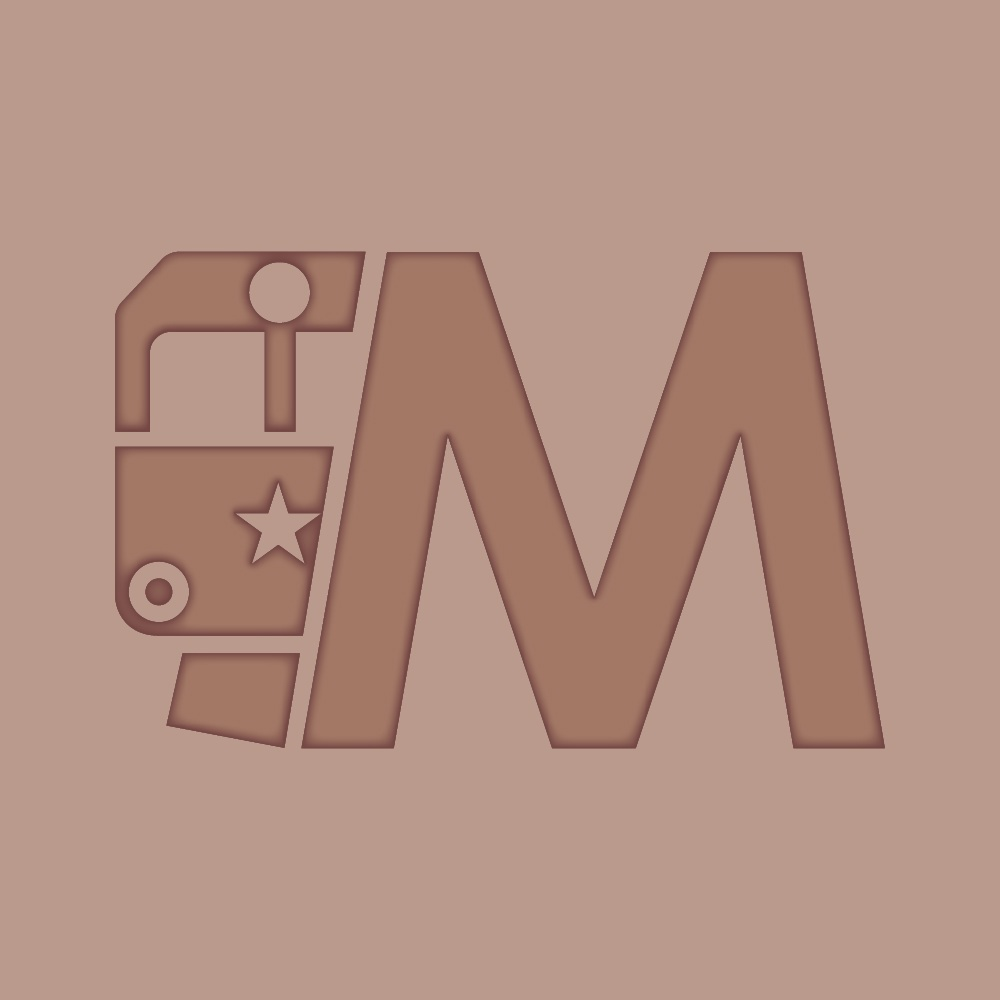
Логотип Музея истории детских железных дорог

1 июня 2019 года в старом составе «Сказка», стоящем в депо на станции Царскосельская, был торжественно открыт музейно-выставочный комплекс «Северная столица», посвященный истории детских железных дорог России, а также истории Малой Октябрьской железной дороги.
Создание музея было инициировано Александром Дмитриевичем Моревым, выпускником Малой Октябрьской детской железной дороги, и Михаилом Чичигиным, выпускником Донецкой детской железной дороги.
Экспозиция расположена в трёх «залах» — вагонах старого состава «Сказка» — и посвящена зарождению и распространению детских железных дорог по всему миру, истории развития детских железных дорог в России и развитию Малой Октябрьской детской железной дороги, расположенной в Санкт-Петербурге. Также в музее действует вагон — кинотеатр, в котором можно посмотреть сюжеты про работников детских железных дорог или про правила безопасности на железных дорогах.
В 2020 году музейный комплекс был переименован в «Одиннадцать месяцев». С 2022 года музей принимает участие в проекте «Детские дни в Петербурге».
С 2023 года выпускники и юные железнодорожники создают серию фильмов про детские железные дороги России, с 2024 года начались показы фильмов про малые магистрали ближнего и дальнего зарубежья.

## Подвижной состав
Приведены данные по состоянию на 2025 год.
| Тип                                             | Модель                                          | №                                               | Количество | Имя                     | Завод постройки                                    | Страна постройки | Год постройки |
| ----------------------------------------------- | ----------------------------------------------- | ----------------------------------------------- | ---------- | ----------------------- | -------------------------------------------------- | ---------------- | ------------- |
| Северная трасса                                 |                                                 |                                                 |            |                         |                                                    |                  |               |
| Тепловоз                                        | ТУ2                                             | 191                                             | 1          | — (бывш. Лидер)         | Калужский машиностроительный завод                 | СССР             | 1958          |
| Тепловоз                                        | ТУ10                                            | 025                                             | 1          | —                       | Камбарский машиностроительный завод                | Россия           | 06. 2014      |
| Вагон                                           | ВП750-ДИТС                                      |                                                 | 4          | Пионер                  | Камбарский машиностроительный завод                | Россия           | 2018          |
| Вагон                                           | ПВ40                                            |                                                 | 5          | Пионер                  | Демиховский машиностроительный завод               | СССР             |               |
| Южная трасса                                    |                                                 |                                                 |            |                         |                                                    |                  |               |
| Тепловоз                                        | ТУ2                                             | 167                                             | 1          | Пегас                   | Калужский машиностроительный завод                 | СССР             | 1958          |
| Тепловоз                                        | ТУ7А                                            | 2866                                            | 1          | — (бывш. 60-летия ЯДЖД) | Камбарский машиностроительный завод                | Россия           | 31.03.1987    |
| Тепловоз                                        | ТУ10                                            | 001, 030                                        | 2          | — (№ 001 бывш. Колибри) | Камбарский машиностроительный завод                | Россия           | 2010, 2015    |
| Паровоз                                         | Кп4                                             | 447                                             | 1          | Октябрёнок              | Fablok                                             | Польша           | 08.1955       |
| Тендер от паровоза                              | Кч4                                             | 332                                             | 1          | — (~ с 2005 Marisa)     | Škoda Transportation                               | Чехословакия     | 1950          |
| Вагон                                           | ВП750-ДИТС                                      | 004,008,006,007                                 | 4          | Сказка                  | Камбарский машиностроительный завод                | Россия           | 2018          |
| Вагон                                           | ВП750                                           | 013,015,046,044,047,048                         | 6          | 5 — Колибри, 1 — Сказка | Камбарский машиностроительный завод                | Россия           |               |
| Экспонаты музейного комплекса                   |                                                 |                                                 |            |                         |                                                    |                  |               |
| Тепловоз                                        | ТУ2                                             | 060 (152)                                       | 1          | —                       | Калужский машиностроительный завод,                | СССР/Россия      | 1956 (1958)   |
| Тепловоз                                        | ТУ3                                             | 001                                             | 1          | —                       | ČKD Sokolovo                                       | Чехословакия     | 1957          |
| Вагон                                           | ПВ40                                            | 38006, 38097, 38071, 38063, 38014               | 5          | Сказка                  | Демиховский машиностроительный завод               | СССР             |               |
| Дрезина                                         | ПД1                                             | 671                                             | 1          | —                       | Демиховский машиностроительный завод               | СССР             |               |
| Паровоз                                         | Проворный                                       | —                                               | 1          | Проворный               | Ленинградский институт железнодорожного транспорта | СССР             |               |
| Вагон                                           | Берлин                                          | —                                               | 1          | (I класс)               | Ленинградский институт железнодорожного транспорта | СССР             |               |
| Вагон                                           | Дилижанс                                        | —                                               | 1          | (II класс)              | Ленинградский институт железнодорожного транспорта | СССР             |               |
| Вагон                                           | Шарабан                                         | —                                               | 1          | (III класс)             | Ленинградский институт железнодорожного транспорта | СССР             |               |
| Вагон                                           | Ваггон                                          | —                                               | 1          | (IV класс)              | Ленинградский институт железнодорожного транспорта | СССР             |               |
| Суммарно подвижного состава колеи 750мм на ходу | Суммарно подвижного состава колеи 750мм на ходу | Суммарно подвижного состава колеи 750мм на ходу | 26         |                         |                                                    |                  |               |
| Суммарно подвижного состава колеи 750мм         | Суммарно подвижного состава колеи 750мм         | Суммарно подвижного состава колеи 750мм         | 34         |                         |                                                    |                  |               |

## Лаборатория железнодорожного моделизма
В 2008 году на базе детской железной дороги была создана лаборатория железнодорожного моделизма. В ней дети получают знания, необходимые для постройки железнодорожных макетов и масштабных моделей подвижного состава, учатся работе с лакокрасочными материалами, станками, инструментами.

## Станции малой магистрали
| Раздельные пункты | Год открытия | Год закрытия | Примечание |
| ----------------- | ------------ | ------------ | --- |
| Озёрная           | 1948         |              | В 2024 году произведена реконструкция станции, построен зал ожидания для пассажиров.                            |
| Юный              | 1965         |              | До 1991 года разъезд Юный. В 2024 году произведена реконструкция станции, построен зал ожидания для пассажиров. |
| Пионерская        | 1948         | 1991         | До 1967 года Зоопарк.                                                                                           |
| Кировская         | 1948         | 1965         | Станция предполагалась временной. Малая магистраль должна была пойти к ЦПКиО им. Кирова                         |
| Стрелка           | -            | -            | Станция так и не была открыта.                                                                                  |
| Шувалово          | 1999         | 2000         | Платформа существует по сей день.                                                                               |
| Лесная            | 1999         | 2000         | Платформа была полностью разобрана.                                                                             |
| Береговая         | 1999         | 2000         | Платформа была полностью разобрана.                                                                             |
| Молодёжная        | 2011         |              | Проектное название - Президентская. В 2020 году произведён ремонт фасадов.                                      |

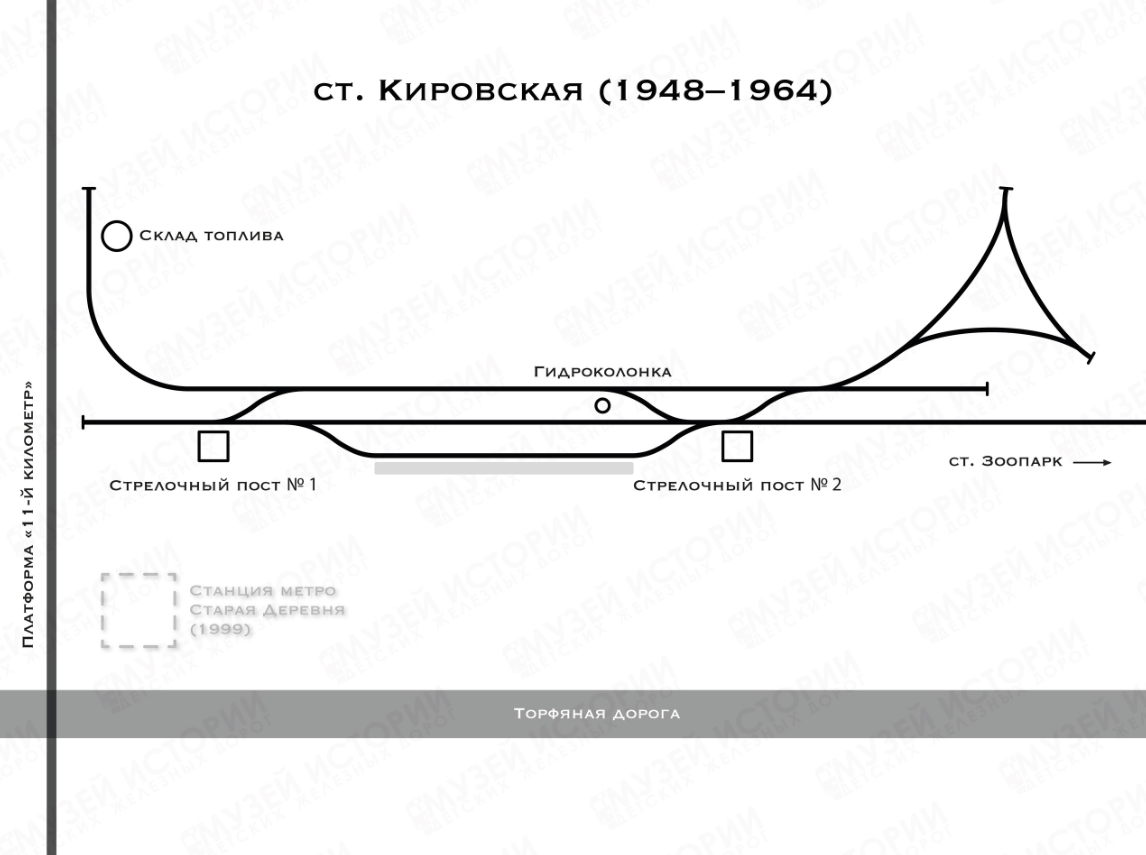
Схема станции Кировская

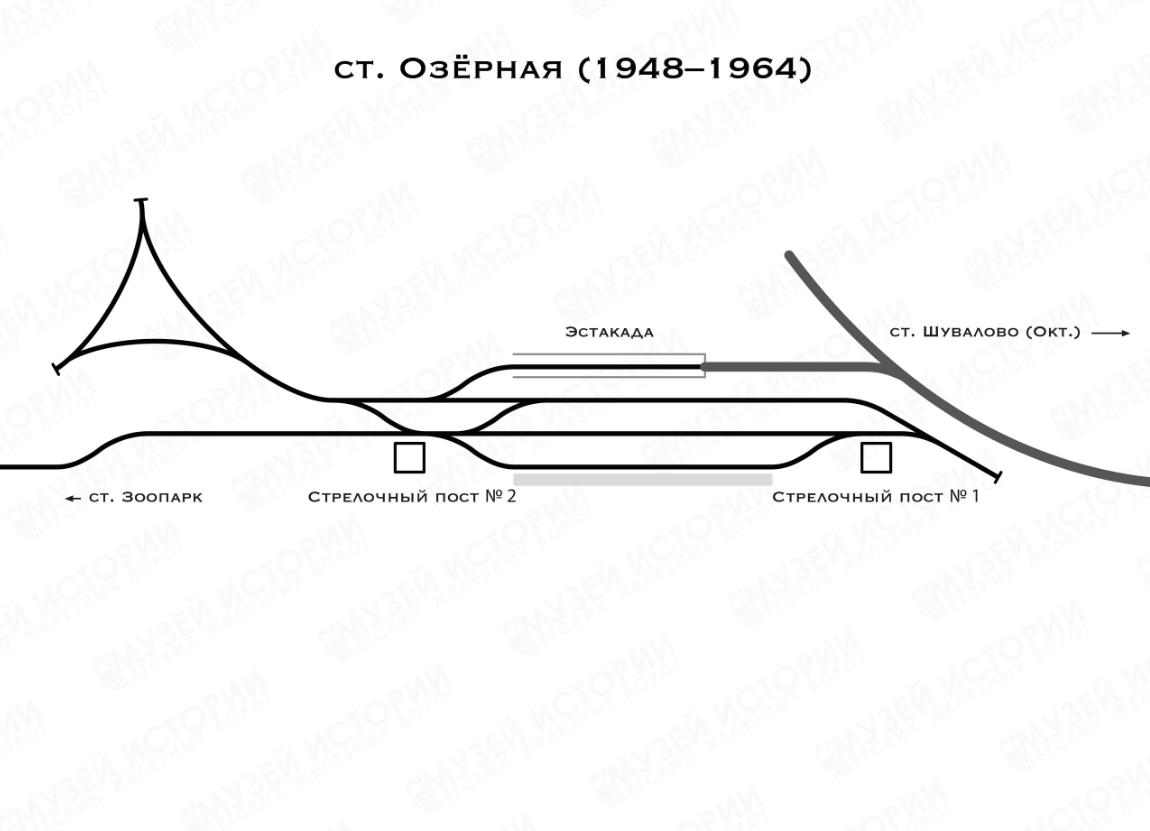
Схема станции Озёрная

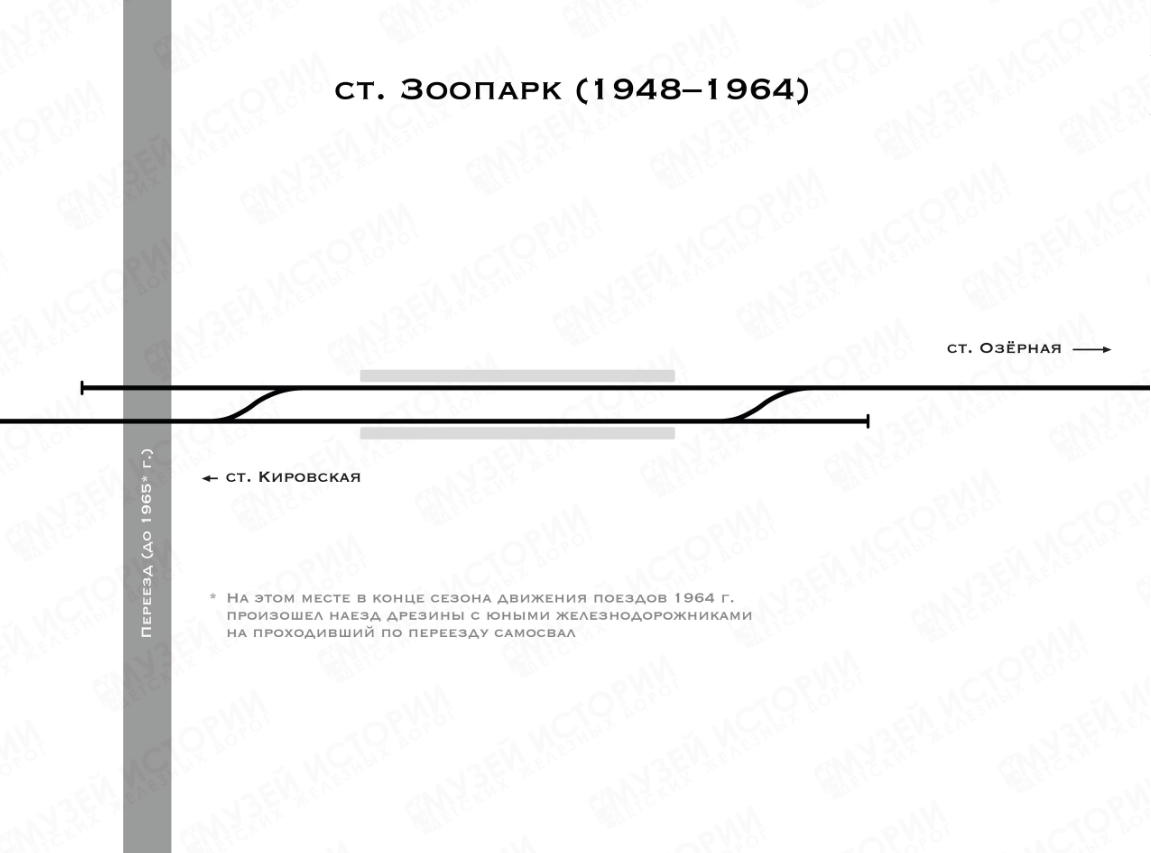
Схема станции Зоопарк (Пионерская)

| Царскосельская    | 2011         |              | Проектное название - Императорская. В 2020 году произведён ремонт фасадов.                                      |
| Разъезд Юный      | 2011         |              | В 2020 году произведён ремонт пассажирской платформы.                                                           |

## Малая Октябрьская детская железная дорога в искусстве
В 1975 году на Малой Октябрьской снимались сцены музыкального фильма «Необыкновенное воскресенье»
В 1980 году — сцены из фильма «Приключения Шерлока Холмса и доктора Ватсона».
В 2008 году история детской дороги была представлена в документальном фильме «750 мм» от SsVMedia.
В 2011 году была издана книга воспоминаний первого машиниста Малой Октябрьской А. К. Филиппова «Как это было. Малая Октябрьская детская железная дорога».
В 2013 году к юбилею детской дороги была издана книга П. А. Стрелкова «МОЖД — 65 лет».
В 2015 году о современной жизни дороги режиссёром Дмитрием Кузора был снят полнометражный документальный фильм «Путь в будущее».